# Republika Słowacka (1939–1945)

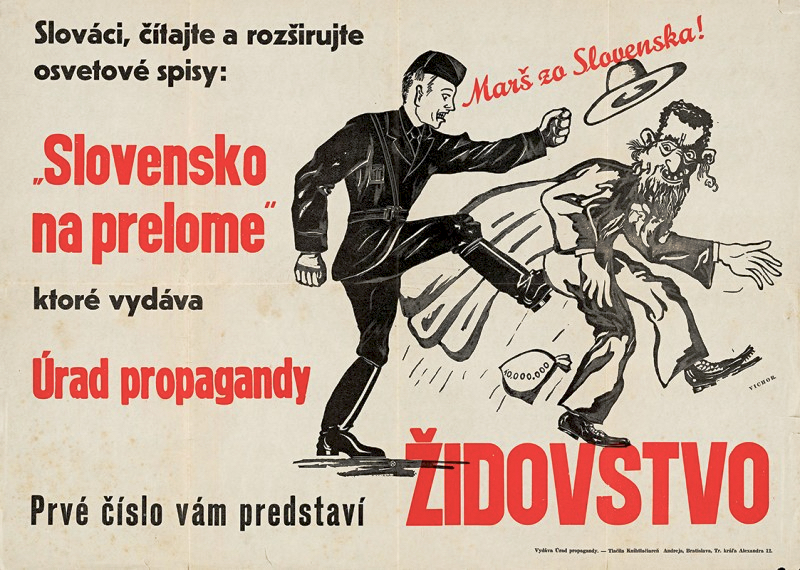
Słowacki antysemicki plakat propagandowy z około 1941, zatytułowany Wynocha ze Słowacji!

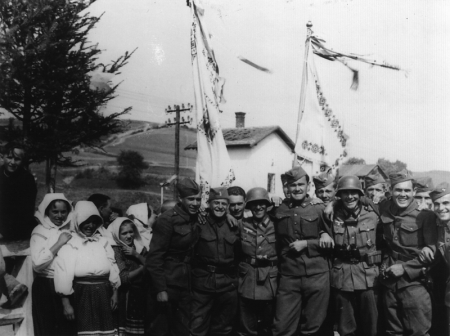
Słowacko-niemieckie braterstwo broni podczas wspólnego ataku na Polskę we wrześniu 1939

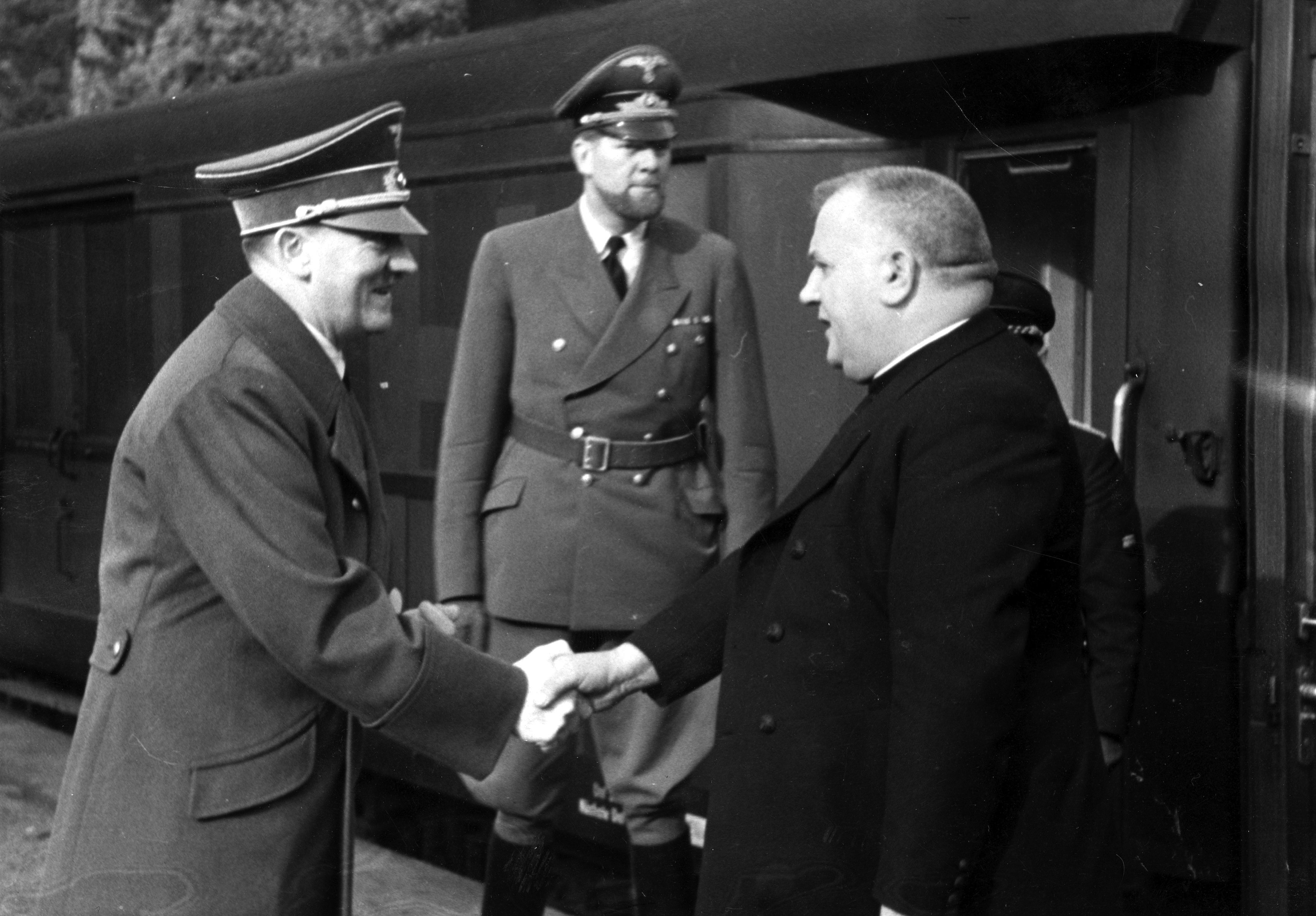
Powitanie prezydenta Słowacji ks. Jozefa Tiso w Berlinie w październiku 1941. Od lewej Adolf Hitler i szef protokołu dyplomatycznego Alexander von Dörnberg

Pierwsza Republika Słowacka, Państwo Słowackie (słow. Prvá slovenská republika, Slovenský štát) – utworzone 14 marca 1939 państwo marionetkowe, całkowicie uzależnione politycznie i militarnie od III Rzeszy. Na jego czele przez cały okres istnienia stał jako prezydent ks. Jozef Tiso. Urząd premiera sprawowali kolejno: Jozef Tiso, Vojtech Tuka i Štefan Tiso. Ustrojem panującym na Słowacji w tym okresie był klerykalny faszyzm.
Słowackie siły zbrojne wzięły po stronie Niemiec udział w inwazjach na Polskę i ZSRR. Formalnie państwo to istniało do maja 1945.

## Historia

### Powstanie państwa słowackiego
Republika Słowacka została utworzona 14 marca 1939. Pomysłodawcami jej powstania jako państwa podległego III Rzeszy (które przyjęło nawet niemieckie ustawodawstwo antyżydowskie) byli przede wszystkim ks. Jozef Tiso i Vojtech Tuka, mający poparcie Słowackiej Partii Ludowej i Gwardii Hlinki. Jako jeden z pierwszych nowe państwo uznał papież Pius XII, a katoliccy biskupi we wspólnym liście pasterskim pobłogosławili katolicko-faszystowski reżim.
15 marca 1939 część obszaru została zajęta przez wojska niemieckie.
17 marca 1939 na terytorium Słowacji od strony Rusi Podkarpackiej wkroczyły wojska węgierskie. W związku z tym rząd słowacki podpisał z Niemcami 23 marca 1939 w Wiedniu układ o stosunku ochronnym (Schutzvertrag). Dołączono do niego tajny protokół o współpracy gospodarczo-finansowej. Układ zawarto na 25 lat. III Rzesza zagwarantowała nienaruszalność granic Słowacji oraz zobowiązała się do pomocy w organizacji armii. Po podpisaniu traktatu Słowacy stawili opór wojskom węgierskim, a Niemcy naciskami dyplomatycznymi wstrzymali atak węgierski.
Z dużymi oporami Słowacja zgodziła się na kontrolę przez Wehrmacht strefy wojskowej (Schutzzone) o długości około 200 km, wzdłuż granicy z Protektoratem Czech i Moraw. 12 sierpnia 1939 uregulowano ostatecznie sprawę strefy w specjalnym tajnym układzie. Dwa tygodnie później Niemcy skierowali za zgodą rządu słowackiego swoje wojska na teren całej Słowacji, podporządkowując sobie armię słowacką.
Według historyka i dyplomaty Andrzeja Krawczyka ówczesna Słowacja była mieszaniną chrześcijańskiego socjalizmu, słowackiego nacjonalizmu, totalitaryzmu, faszystowskiego korporacjonizmu i niemieckiego narodowego socjalizmu. Dominujące cechy to: system monopartyjny, planowa gospodarka, zwalczanie liberalizmu i marksizmu. Ważny element stanowiła specyficzna „swojskość” – przeciwstawianie słowackiej prostoty, zdrowego rozsądku, gotowości do ciężkiej pracy i moralności wielkoświatowemu zepsuciu, ateizmowi, inteligencji i kapitalistycznej chciwości.

### Atak na Polskę
Słowacja wzięła udział w inwazji na Polskę w 1939 jako sojusznik III Rzeszy. 1 września 1939 premier ks. Josef Tiso wydał swoim oddziałom rozkaz zaatakowania Polski bez uprzedniego wypowiedzenia jej wojny, co motywował rzekomym zagrożeniem Słowacji przez armię polską. Armia słowacka pod dowództwem gen. Ferdinanda Čatloša zaatakowała Polskę o godzinie 5.00 siłą trzech dywizji w kierunkach: podhalańskim, nowosądeckim i bieszczadzkim. O podległym wobec III Rzeszy statusie państwa słowackiego może świadczyć fakt, że już 1 września przez Niemców, a nie przez władze słowackie, zostało usunięte poselstwo polskie w Bratysławie.

### Deportacje Żydów
Słowacja była pierwszym samodzielnym (de iure) państwem, które deportowało dużą część mieszkających w kraju Żydów. Ówczesne władze Słowacji odebrały majątek ponad dziesięciu tysiącom żydowskich przedsiębiorców o wartości 38 proc. ówczesnego budżetu państwa. III Rzeszy płacono 500 marek za każdego wywiezionego Żyda. Początkowo Żydów deportowano do słowackich obozów koncentracyjnych znajdujących się w miejscowościach Vyhne, Sereď oraz Nováky. Do końca czerwca 1942 roku do hitlerowskich obozów zagłady słowacki rząd wysłał 52 tys. słowackich Żydów, a do października – 58 tys. W sumie, rząd słowacki, we współpracy z III Rzeszą, deportował do niemieckich obozów koncentracyjnych 70 tys. słowackich Żydów – zginęło 67 tys. Większość ofiar trafiła do Auschwitz-Birkenau.

### Atak na Związek Radziecki
W dniu ataku Niemiec na ZSRR Słowacja zerwała stosunki dyplomatyczne ze Związkiem Radzieckim i po przeprowadzonej mobilizacji wysłała swoje wojska na front. Jednak z powodu niepowodzeń w walkach z wojskami radzieckimi już w październiku 1941 wojska słowackie przestały uczestniczyć w akcjach bojowych. Wyjątkiem była Dywizja Szybka. Po walkach w rejonie Krymu część Słowaków przeszła na stronę Armii Czerwonej, wstępując następnie w szeregi 1 Czechosłowackiego Korpusu Armijnego. Resztę słowackich żołnierzy Niemcy przerzucili do Włoch.

### Gospodarka
Do 1944 na terenie Słowacji nie toczyły się działania wojenne, co sprzyjało rozwojowi gospodarczemu. Słowacja stała się częścią przemysłu wojennego III Rzeszy i wykorzystywała to do rozbudowy infrastruktury i podniesienia zamożności części społeczeństwa. Według słowackich historyków wzrost gospodarczy w latach 1939–1944 wynosił przeciętnie 8,5% rocznie. Wzrost dochodów widoczny był zwłaszcza wśród robotników. Gorzej wyglądała sytuacja na wsi, która została zmuszona do „współżywienia” obywateli niemieckich – skutkowało to wysokimi cenami i stopniowym wprowadzaniem monopolu państwa na handel kolejnymi produktami (np. kartoflami czy jajkami). W 1940 pojawiły się pierwsze kartki – na cukier, w późniejszych okresach rozszerzano je na inne produkty. Część mieszkańców mniejszych miejscowości szukała zatrudnienia w miastach oraz wyjeżdżała za pracą do Niemiec, gdzie mogli zarobić więcej niż na Słowacji.
Oprócz sprzedaży Niemcom żywności Słowacy eksportowali do Rzeszy m.in. papier, a fabryki zbrojeniowe produkowały armaty i torpedy dla niemieckich okrętów podwodnych. Z kolei w rafinerii „Apollo” w Bratysławie wytwarzano benzynę, a w Dynamit-Nobel dynamit.
6 grudnia 1940 w Moskwie podpisano słowacko-radziecki traktat o handlu i żegludze.

### Powstanie antyniemieckie i upadek reżimu księdza Jozefa Tiso
Pierwsze pomysły o zmianie sojuszu pojawiły się w niektórych kręgach związanych ze słowackim Ministerstwem Obrony Narodowej już jesienią 1943.

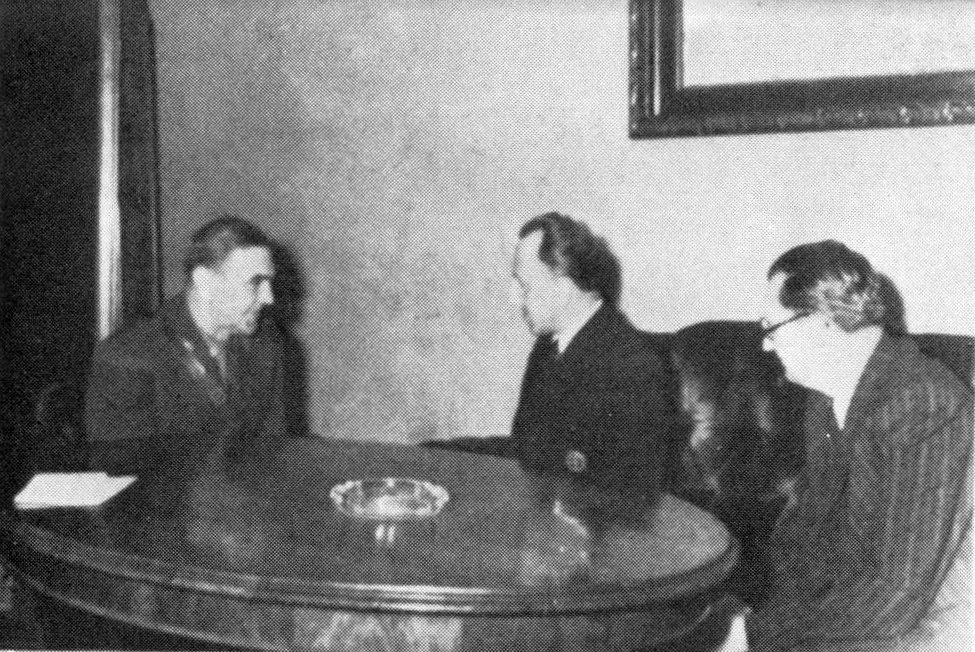
Spotkanie Karela Murgaša, ambasadora Słowacji w Niepodległym Państwie Chorwackim, z Ante Pavelićiem i Mlademem Lorkovićiem

29 sierpnia 1944 r. wybuchło słowackie powstanie narodowe. Likwidację reżimu księdza Tiso przygotowywała Słowacka Rada Narodowa. Tiso, zdając sobie sprawę, że bez pomocy Niemców jego siły nie zdołają stłumić powstania, zdecydował, że Niemcy pomogą mu w zaprowadzeniu porządku w kraju. W konsekwencji na Słowację wkroczyły wojska niemieckie i bezwzględnie stłumiły powstanie, któremu Sowieci nie zdołali pomóc z powodu przeciągających się walk o przełęcz dukielską, bronioną przez niemiecką 1 Armię Pancerną. W tłumieniu powstania razem z Niemcami uczestniczyła Gwardia Hlinki, oprócz zamordowania tysięcy ludzi zniszczeniu uległo kilkadziesiąt miast i wsi. 
Kilkanaście tysięcy Słowaków trafiło do niemieckich obozów koncentracyjnych, jednak Niemcy dość łagodnie potraktowali wziętych do niewoli powstańców i żołnierzy – poza głównymi dowódcami nie doszło do rozstrzeliwań i mordów, część jeńców trafiła na roboty przymusowe, a część została zwolniona do domów. Za pomyślne zdławienie ksiądz Tiso odprawił mszę dziękczynną (w której uczestniczył dowodzący likwidacją powstania SS-Obergruppenführer Hermann Höfle) w czasie której powstańców nazwał „bandami komunistów i bolszewików”, a wspomnianego Hermanna Höflę udekorował najwyższym słowackim odznaczeniem. Po wyzwoleniu Słowacji spod okupacji niemieckiej zbiegł do Austrii, jednak w maju 1945 został wydany władzom Czechosłowacji i skazany na karę śmierci za udział w zbrodniach wojennych i zdradę.

## Dziedzictwo

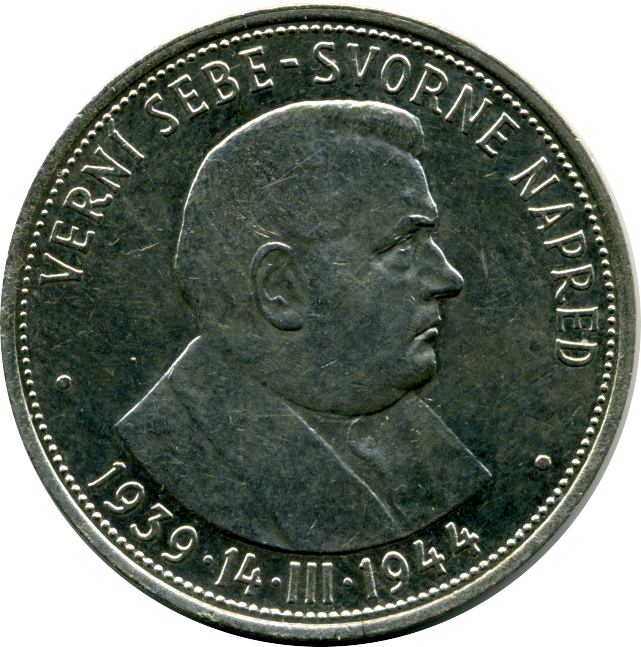
Prezydent ks. Jozef Tiso na słowackiej monecie o nominale 50 koron z 1944

Współcześnie do dziedzictwa Republiki Słowackiej nawiązuje zasiadająca w słowackim parlamencie Partia Ludowa Nasza Słowacja.

## Obszar
Pierwsza Republika Słowacka została utworzona z ziem, które pozostały z przedwojennej Czechosłowacji po odebraniu jej:
- Kraju Sudetów (przez Niemcy),
- Protektoratu Czech i Moraw (przez Niemcy),
- Słowacji Południowej wzdłuż Dunaju (przez Węgry),
- Rusi Podkarpackiej (przez Węgry),
- Zaolzia, niewielkiej części Spisza i Orawy oraz terenów w okolicach Czadcy (przez Polskę).

Jej teren został natomiast powiększony po odzyskaniu Spisza, Orawy i rejonu Czadcy po ataku na Polskę we wrześniu 1939 roku, a następnie 21 listopada 1939 roku (układ Ribbentrop-Cermak) o obszar ok. 770 km², po przyłączeniu zajętego przez wojska niemiecko-słowackie Polskiego Spisza i północnej Orawy.

## Podział administracyjny

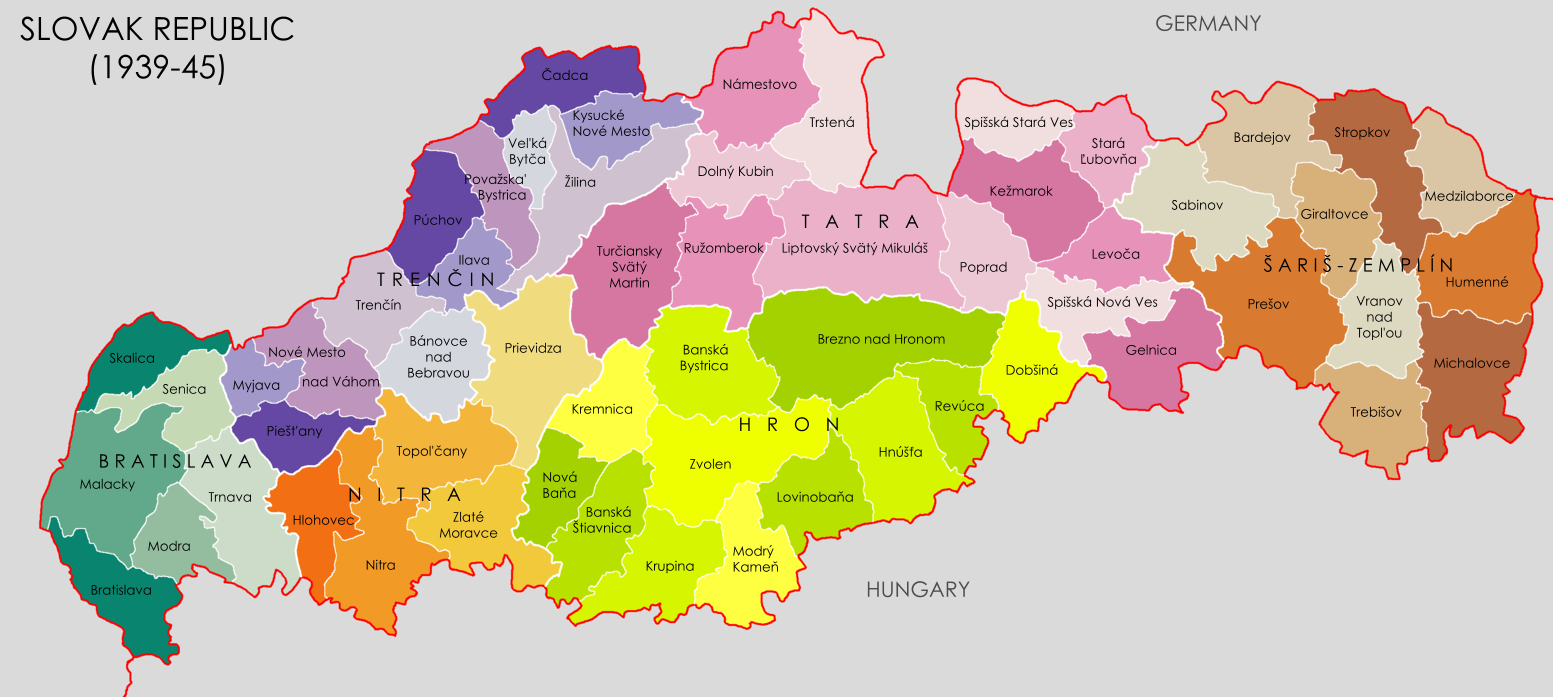
Podział administracyjny Republiki Słowackiej

Republika Słowacka od 1 stycznia 1940 była podzielona na 6 żup i 58 powiatów:
- żupa bratysławska (Bratislavská župa, 3667 km², 455 728 mieszkańców)
  - 6 powiatów: Bratislava, Malacky, Modra, Senica, Skalica, Trnava
- żupa nitrzańska (Nitrianska župa, 3546 km², 335 343 mieszkańców)
  - 5 powiatów: Hlohovec, Nitra, Prievidza, Topoľčany, Zlaté Moravce
- żupa trenczyńska (Trenčianska župa, 5592 km², 516 698 mieszkańców)
  - 12 powiatów: Bánovce nad Bebravou, Czadca, Ilava, Kysucké Nové Mesto, Myjava, Nowe Miasto nad Wagiem, Pieszczany, Powaska Bystrzyca, Púchov, Trenczyn, Veľká Bytča, Żylina
- żupa tatrzańska (Tatranská župa 9222 km², 463 286 mieszkańców)
  - 13 powiatów: Dolný Kubín, Gelnica, Kieżmark, Levoča, Liptovský Svätý Mikuláš, Námestovo, Poprad, Ružomberok, Spišská Nová Ves, Spišská Stará Ves, Stará Ľubovňa, Trstená, Turčiansky Svätý Martin
- żupa nadhrońska (Pohronská župa, 8587 km², 443 626 mieszkańców)
  - 12 powiatów: Bańska Bystrzyca, Bańska Szczawnica, Brezno nad Hronom, Dobšiná, Hnúšťa, Kremnica, Krupina, Lovinobaňa, Modrý Kameň, Nová Baňa, Revúca, Zwoleń.
- żupa szarysko-zemplińska (Šarišsko-zemplínska župa, 7390 km², 440 372 mieszkańców)
  - 10 powiatów: Bardejów, Giraltovce, Humenné, Medzilaborce, Michalovce, Preszów, Sabinov, Stropkov, Trebišov, Vranov nad Topľou

## Stosunki międzynarodowe
W okresie swojego istnienia Republika Słowacka została uznana przez 27 państw, z czego 18 dokonało uznania przed wybuchem II wojny światowej. Były to: Węgry (15.03.1939), Polska (16.03.1939), Niemcy, Stolica Apostolska, Szwajcaria, Hiszpania, Włochy (11.04.1939), Wielka Brytania (04.05.1939), Liberia, Ekwador, Kostaryka, Japonia, Mandżukuo, Jugosławia, Francja (14.07.1939), Belgia, Szwecja i Rumunia. Wśród państw, które dokonały tego już po wybuchu wojny był m.in. Związek Radziecki (17.09.1939). W toku wojny część państw wycofała swoje uznanie.

## Galeria

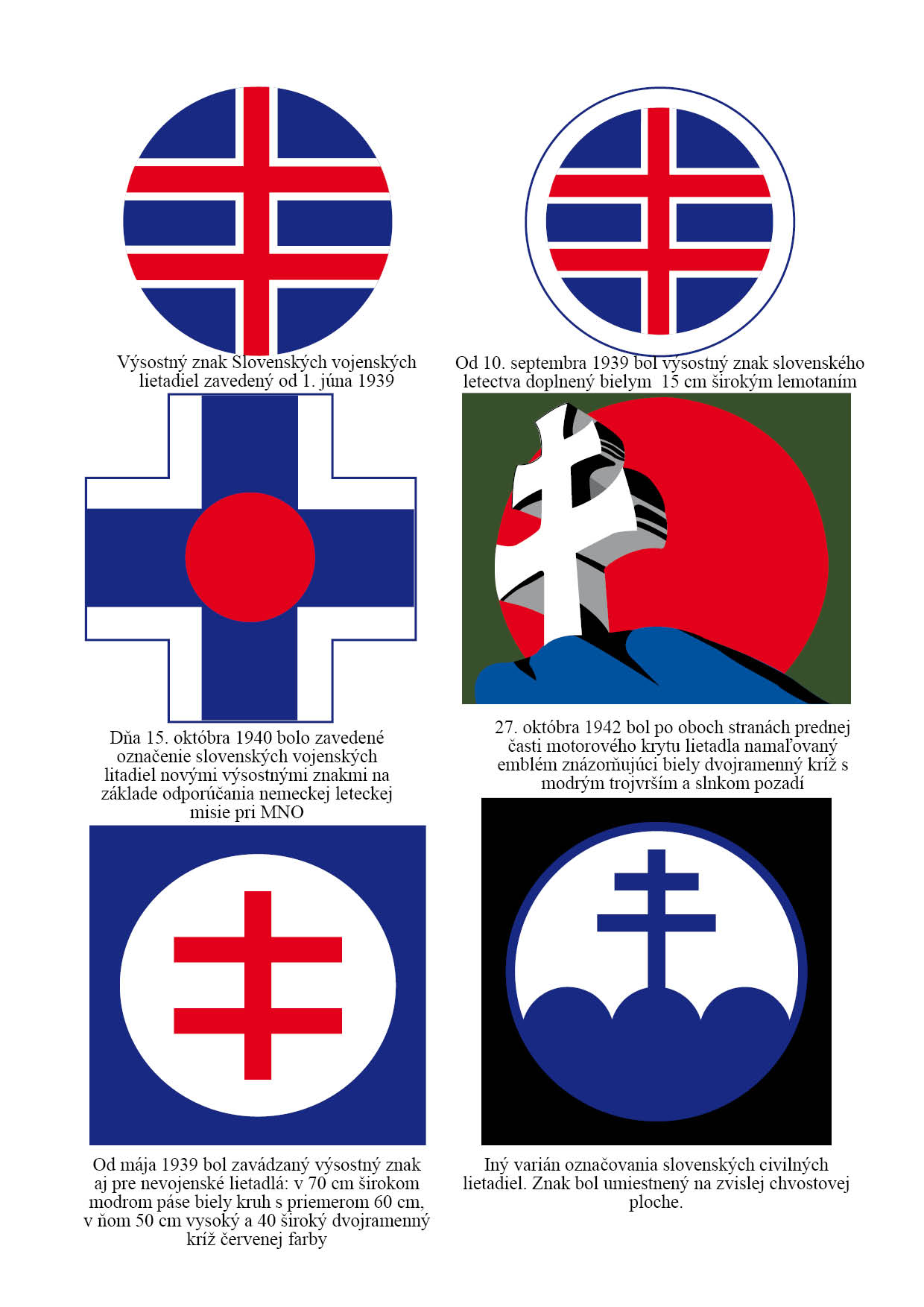
Oznaczenie słowackich samolotów podczas II wojny światowej
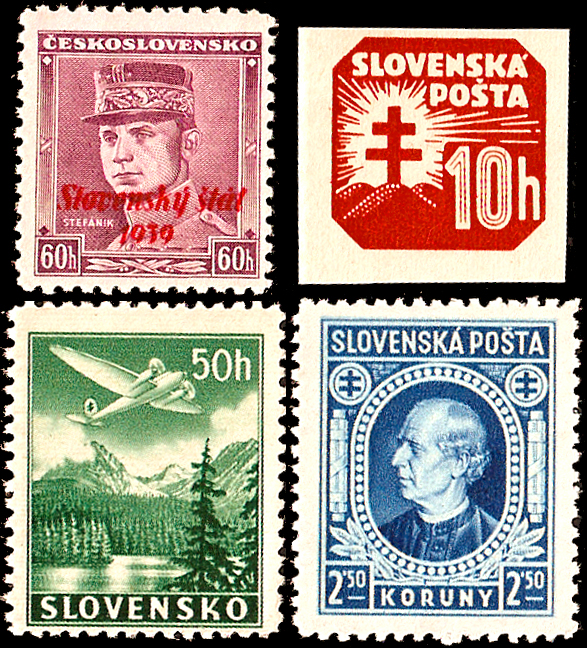
Znaczki pocztowe Słowacji 1939-45. Jeden z nich to znaczek czechosłowacki z nadrukiem: „Państwo Słowackie 1939” (słow. Slovenský štát 1939)